# Experimento de Trouton y Noble

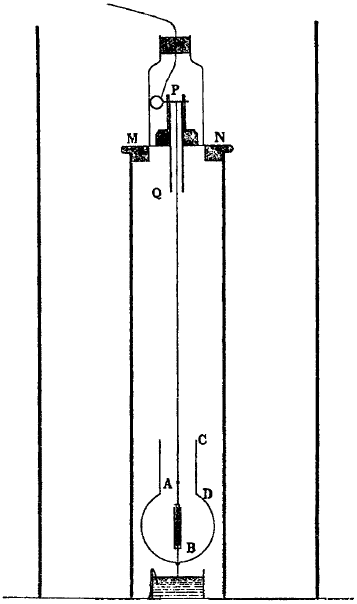
Experimento de Trouton y Noble: se instaló un condensador eléctrico circular B, de 7,7 cm de diámetro, construido a partir de múltiples capas de mica y de papel de estaño, contenido en una bola de celuloide esférica lisa D cubierta con pintura conductora y suspendida por un fino alambre de bronce fosforoso de 37 cm de largo dentro de un tubo puesto a tierra. El cable estaba conectado a un electrodo de una máquina de Wimshurst, que mantenía las placas alternas del condensador cargadas a 3000 voltios. Las placas opuestas del condensador, así como la bola de celuloide, se mantuvieron a tensión de tierra mediante un cable de platino que se sumergía en un baño de ácido sulfúrico que no solo servía como electrodo conductor, sino que también amortiguaba las oscilaciones y actuaba como desecante. Se observó a través de un telescopio un espejo unido al condensador, lo que permitía apreciar cambios muy pequeños en la orientación del dispositivo suspendido.

El experimento de Trouton y Noble fue un intento de detectar el movimiento de la Tierra a través del éter, realizado entre 1901 y 1903 por Frederick Thomas Trouton y H. R. Noble. Se basó en una sugerencia de George FitzGerald de que condensador de placas paralelas cargado eléctricamente que se mueva a través del éter debería orientarse perpendicularmente al sentido del movimiento. Al igual que en el experimento de Michelson y Morley realizado anteriormente, Trouton y Noble obtuvieron un resultado nulo, y no se pudo detectar ningún movimiento con respecto al éter. Este resultado nulo fue reproducido, con sensibilidad creciente, por  Rudolf Tomaschek (1925, 1926), Chase (1926, 1927) y Hayden en 1994. Ahora se sabe que estos resultados experimentales, consistentes con la teoría de la relatividad especial, reflejan la validez del principio de relatividad y la ausencia de cualquier sistema de referencia en reposo absoluto (o éter). El experimento es una prueba de la relatividad especial.
También está relacionado con algunos experimentos mentales, como la "paradoja de Trouton-Noble" y la "palanca en ángulo recto" o la "paradoja de Lewis-Tolman". Se han propuesto varias soluciones para resolver este tipo de paradojas, todas ellas de acuerdo con la relatividad especial.

## Experimento de Trouton y Noble
En el experimento, un condensador de placas paralelas suspendido se sujeta mediante una fina fibra de torsión y se carga eléctricamente. Si la teoría del éter fuera correcta, el cambio en las ecuaciones de Maxwell debido al movimiento de la Tierra a través del éter conduciría a generar un par de giro que provocaría que las placas se alinearan perpendicularmente al movimiento. Este momento de torsión viene dado por:
{\displaystyle \tau =-E'{\frac {v^{2}}{c^{2}}}\sin 2\alpha '}
donde {\displaystyle \tau } es el par, {\displaystyle E} la energía del condensador, {\displaystyle \alpha } el ángulo entre la normal de la placa y la velocidad.
Por otro lado, la afirmación de la relatividad especial de que las ecuaciones de Maxwell son invariantes para todos los sistemas de referencia que se mueven a velocidades constantes no predeciría ningún par (un resultado nulo). Por lo tanto, a menos que el éter estuviera de alguna manera fijado en relación con la Tierra, el experimento es una prueba de cuál de estas dos descripciones es más precisa. Su resultado nulo confirmó así la invariancia de Lorentz de la relatividad especial.
Sin embargo, mientras que el resultado experimental negativo se puede explicar fácilmente desde el sistema de referencia en reposo del dispositivo, la explicación desde el punto de vista de un sistema de referencia no co-móvil (en relación con la cuestión de si debería producirse el mismo par de torsión que en el "sistema de referencia del éter" descrito anteriormente, o si no surge ningún par de torsión) es mucho más difícil y se llama "paradoja de Trouton-Noble", que se puede resolver de varias maneras (véanse las soluciones a continuación).

## Paradoja de la palanca en ángulo recto

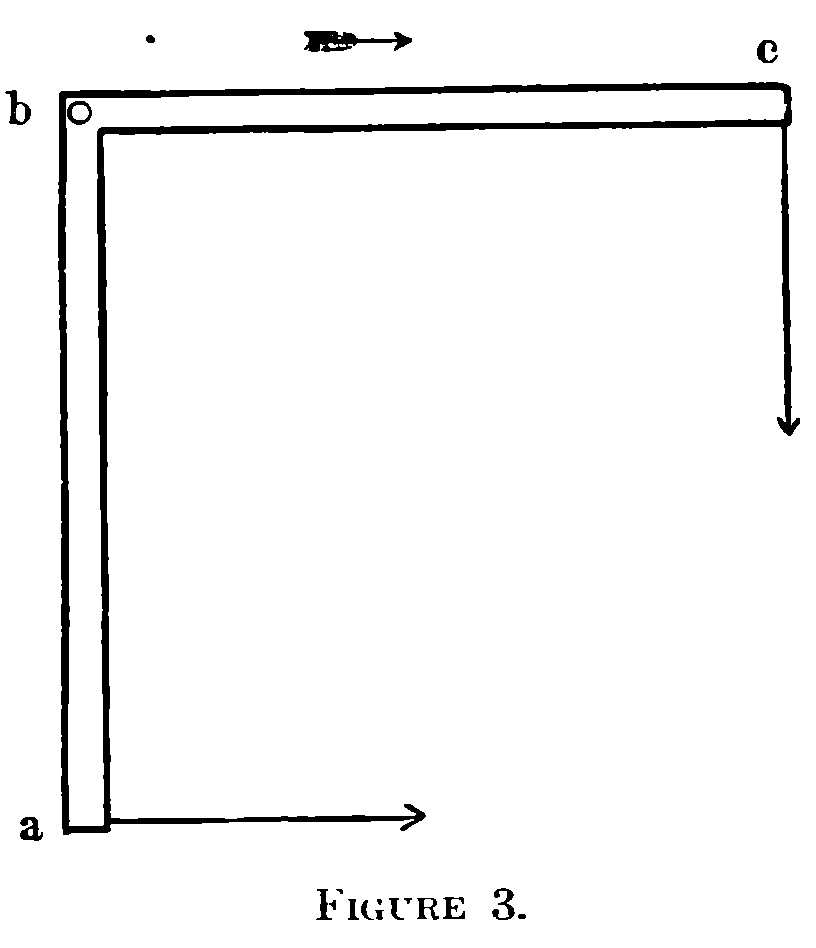

La paradoja de Trouton y Noble es esencialmente equivalente a un experimento mental conocido como "paradoja de la palanca en ángulo recto", discutida por primera vez por Gilbert N. Lewis y Richard Tolman en 1909.
Supóngase una palanca en ángulo recto con extremos abc. En su sistema de reposo, las fuerzas {\displaystyle f_{y}} hacia ba y {\displaystyle f_{x}} hacia bc deben ser iguales para obtener el equilibrio, por lo que la ley de la palanca no proporciona ningún par:
{\displaystyle \tau '=L_{0}\left(f'_{x}-f'_{y}\right)=0}
donde {\displaystyle \tau } es el par y {\displaystyle L_{0}} la longitud en reposo de un brazo de palanca. Sin embargo, debido a la contracción de Lorentz, ba es más largo que bc en un sistema sin co-movimiento, por lo que la ley de la palanca da que:
{\displaystyle \tau =f_{x}\cdot L_{0}-f_{y}\cdot L_{0}{\sqrt {1-{\frac {v^{2}}{c^{2}}}}}=L_{0}\left(f_{x}-f_{y}{\sqrt {1-{\frac {v^{2}}{c^{2}}}}}\right)}
Se puede observar que el par no es cero, lo que aparentemente provocaría que la palanca girara en el marco que no se mueve. Como no se observa rotación, Lewis y Tolman concluyeron que no existe torsión, y por lo tanto:
{\displaystyle {\frac {f_{x}}{f_{y}}}={\sqrt {1-{\frac {v^{2}}{c^{2}}}}}}
Sin embargo, como demostró Max von Laue (1911), este supuesto está en contradicción con las expresiones relativistas de fuerza,
{\displaystyle f_{x}=f'_{x},\ f_{y}=f'_{y}\cdot {\sqrt {1-{\frac {v^{2}}{c^{2}}}}}}
lo que da
{\displaystyle {\frac {f_{x}}{f_{y}}}={\frac {1}{\sqrt {1-{\frac {v^{2}}{c^{2}}}}}}}
Cuando se aplica la ley de la palanca, se produce el siguiente par:
{\displaystyle \tau =-L_{0}\cdot f'_{x}\cdot {\frac {v^{2}}{c^{2}}}}
que es básicamente el mismo problema que en la paradoja de Trouton y Noble.

## Soluciones
El análisis relativista detallado tanto de la paradoja de Trouton y Noble como de la paradoja de la palanca en ángulo recto requiere un análisis cuidadoso para conciliar correctamente, por ejemplo, los efectos vistos por observadores en diferentes marcos de referencia, pero en última instancia se demuestra que todas esas descripciones teóricas ofrecen el mismo resultado. En ambos casos, una torsión neta aparente sobre un objeto (cuando se ve desde un cierto marco de referencia) no da como resultado ninguna rotación del objeto, y en ambos casos esto se explica teniendo en cuenta correctamente, en forma relativista, la transformación de todas las fuerzas relevantes, momentos y aceleraciones producidas por ellos. Janssen (1995) revisa la historia temprana de las descripciones de este experimento.

### Corriente de Laue
La primera solución a la paradoja de Trouton y Noble la dio Hendrik Antoon Lorentz (1904). Su resultado se basa en la suposición de que el par y el impulso debidos a las fuerzas electrostáticas se compensan con el par y el impulso debidos a las fuerzas moleculares. Sin embargo, no se conoce ningún mecanismo sobre cómo una transformación de Lorentz podría producir tales fuerzas moleculares. Además, si dos cargas puntuales están conectadas por una cuerda flexible, ninguna fuerza molecular podría producir un momento de giro.
Esta idea fue reelaborada con más detalle por Max von Laue (1911), quien dio la solución estándar para este tipo de paradojas. Se basó en la llamada "inercia energética" en su formulación general por parte de Max Planck. Según Laue, en los cuerpos en movimiento se genera una corriente de energía asociada a un cierto impulso ("corriente de Laue") mediante una tensión elástica. El par mecánico resultante en el caso del experimento de Trouton y Noble asciende a:
{\displaystyle \tau =E'{\frac {v^{2}}{c^{2}}}\sin 2\alpha '}
y en la palanca en ángulo recto:
{\displaystyle \tau =L_{0}\cdot f'_{x}\cdot {\frac {v^{2}}{c^{2}}}}
que compensa exactamente el par electromagnético mencionado anteriormente, por lo que no se produce rotación en ambos casos. O en otras palabras: el par electromagnético es realmente necesario para el movimiento uniforme de un cuerpo, "es decir", para impedir que el cuerpo gire debido al par mecánico causado por las tensiones elásticas.
Desde entonces, aparecieron muchos artículos que profundizaron en la corriente de Laue, aportando algunas modificaciones o reinterpretaciones, e incluían diferentes variantes del impulso "oculto".

### Fuerza y aceleración
Richard Tolman y Paul Sophus Epstein publicaron en 1911 una solución sin fuerzas compensadoras ni redefiniciones de fuerza y equilibrio.
Aplicaron la noción de una masa relativista que era diferente en la dirección longitudinal y en la dirección transversal, de modo que la fuerza y la aceleración no siempre tienen la misma dirección. El papel que juega el concepto de fuerza en la relatividad es muy diferente al de la mecánica newtoniana. Franklin (2006) llegó a una conclusión similar, usando una masa invariante que no cambia con la dirección, pero usando el hecho de que la dirección de la aceleración relativista es diferente de la dirección de la fuerza relativista.
Epstein imaginó una varilla sin masa con extremos OM, que está montada en el punto O, y una partícula con masa en reposo m que está situada en M (véase este gráfico). La varilla forma el ángulo {\displaystyle \tan \alpha '} con el eje y'. Ahora se aplica una fuerza {\displaystyle f'} hacia O en M y se logra el equilibrio en su sistema de reposo cuando {\displaystyle {\tfrac {f'_{x}}{f'_{y}}}=\tan \alpha '}. Como ya se mostró anteriormente, estas fuerzas tienen la forma en un marco no co-moviente:
{\displaystyle f_{x}=f'_{x},\ f_{y}=f'_{y}\cdot {\sqrt {1-{\frac {v^{2}}{c^{2}}}}},\ \tan \alpha =\tan \alpha '{\sqrt {1-{\frac {v^{2}}{c^{2}}}}}}
Así, {\displaystyle {\frac {f_{x}}{f_{y}}}={\frac {\tan \alpha }{1-{\frac {v^{2}}{c^{2}}}}}}.
Entonces, la fuerza resultante no apunta directamente de O a M. ¿Esto provoca una rotación de la varilla? No, porque Epstein consideró entonces las aceleraciones causadas por las dos fuerzas.
Usó el concepto de una masa relativista que era diferente en la dirección longitudinal y en la dirección transversal, tal que:
{\displaystyle m_{\rm {long.}}={m_{0}\gamma ^{3}},\ m_{\rm {tr.}}=m_{0}\gamma ,\quad {\rm {where}}\quad \gamma ={\frac {1}{\sqrt {1-{\frac {v^{2}}{c^{2}}}}}}}.
Las expresiones relativistas en el caso en el que una masa m es acelerada por estas dos fuerzas en dirección longitudinal y transversal, son
{\displaystyle a_{x}={\frac {f_{x}}{m\gamma ^{3}}},\ a_{y}={\frac {f_{y}}{m\gamma }}}.
Así, {\displaystyle {\frac {a_{x}}{a_{y}}}=\tan \alpha }.
Franklin utilizó la conexión relativista entre fuerza y aceleración,
{\displaystyle {\frac {d{\bf {p}}}{dt}}=m{\frac {d}{dt}}({\bf {v}}\gamma )=m\gamma ^{3}[{\bf {a}}+{\bf {v\times (v\times a)}}].}
Usando esta relación entre fuerza relativista y aceleración, se puede demostrar que en este sistema no se produce ninguna rotación. También deben aplicarse consideraciones similares a la palanca en ángulo recto y a la paradoja de Trouton y Noble. De esta manera quedan resueltas las paradojas, porque las dos aceleraciones (como vectores) apuntan al centro de gravedad del sistema, aunque las dos fuerzas no.